# Conohyus
Conohyus — вимерлий рід свиневих, який існував у міоцені в Європі та Азії.

## Таксономія
Пікфорд і Лоран (2014) віднесли Conohyus sindiensis до роду Retroporcus.